# Kirche Leese

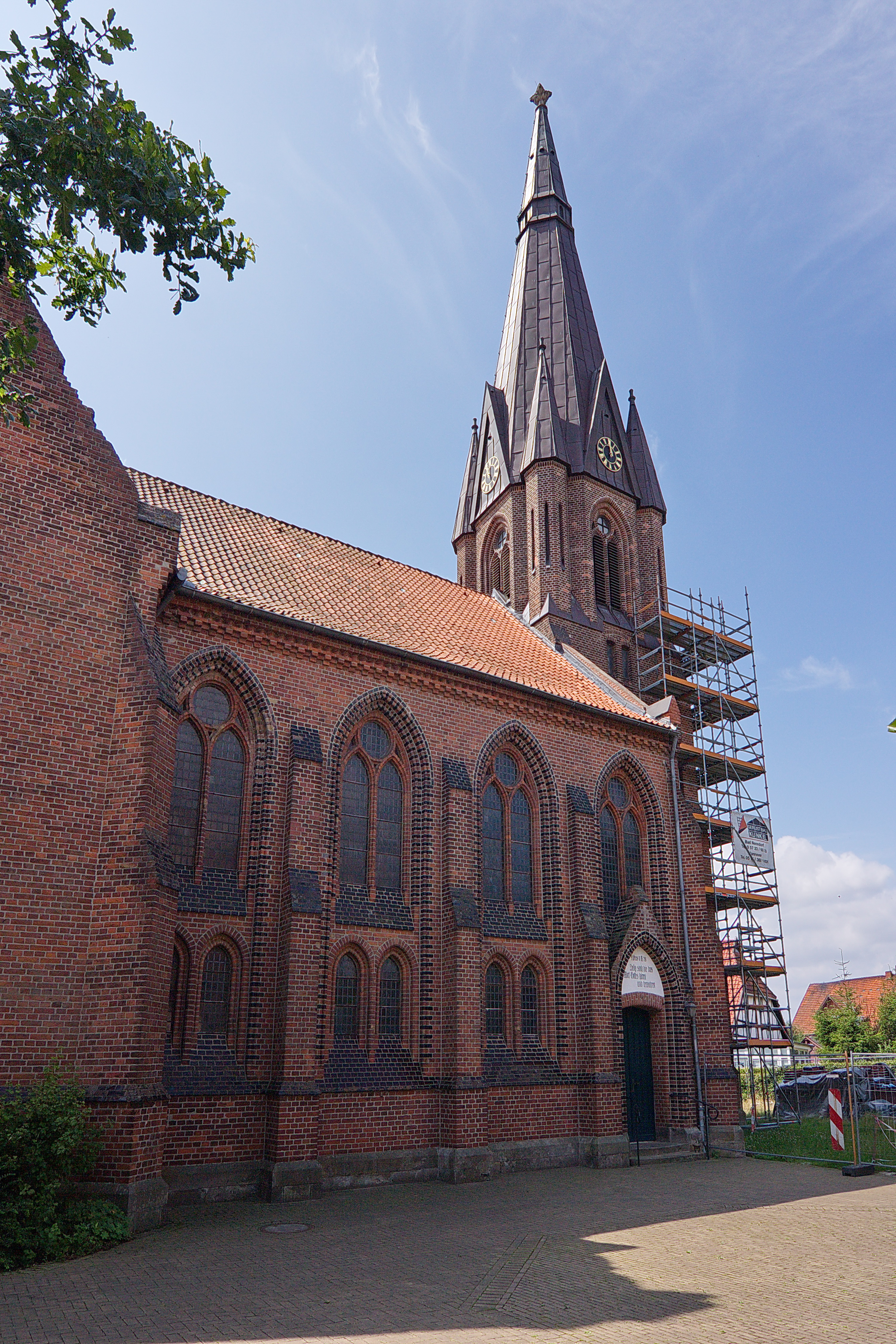
Leese, Kreuzkirche

Die evangelisch-lutherische, denkmalgeschützte Kirche in Leese liegt im Landkreis Nienburg/Weser in Niedersachsen. Die Kirchengemeinde gehört zum Kirchenkreis Stolzenau-Loccum im Sprengel Hannover der Evangelisch-lutherischen Landeskirche Hannovers.

## Geschichte
Die Kirche ist bereits die dritte am gleichen Platz. Die erste romanische Kirche ließ Erich V. von Hoya zwischen 1530 und 1569 abbrechen, um mit den Steinen die Burg Stolzenau zu erbauen. Die folgende Fachwerkkirche mit einem 20 Meter hohem Turm entsprach zuletzt nicht mehr den Bedürfnissen der Gemeinde, war baufällig und musste der jetzigen Kirche weichen, die von Wilhelm Meßwarb 1873 bis 1874 nach einem Entwurf von C. W. Hase erbaut wurde.

## Beschreibung
Die neugotische Kreuzkirche aus Backsteinen hat einen Kirchturm im Westen, der einen gemauerten, achtseitigen, spitzen und seit 2010 mit Kupferblech verkleideten Helm trägt, der mit einer Kreuzblume bekrönt ist, ein mit einem Satteldach bedecktes Langhaus, ein Querschiff und einen dreiseitig abgeschlossenen Chor, dessen Innenraum mit einem Kreuzrippengewölbe überspannt ist. Die Wände werden von Strebepfeilern gestützt, zwischen denen des Langhauses sich die Fenster befinden. Im Turm hängen drei Gussstahlglocken und eine bronzene Schlagglocke, die 1725 von Thomas Riedeweg gegossen wurde. Ein Taufbecken aus Sandstein, dessen Fuß einem kantonierter Pfeiler gleicht, stammt aus dem dritten Drittel des 13. Jahrhunderts. Die barocke Orgel mit 18 Registern wurde inzwischen dreimal renoviert. 